# Португалия на зимних Олимпийских играх 2022
Португалия принимала участие в зимних Олимпийских играх 2022 года в Пекине, Китай, с 4 по 20 февраля 2022 года. 
Португальская команда состояла из трёх спортсменов (двух мужчин и одной женщины), соревновавшихся в двух видах спорта. Рикардо Бранкал и Ванина Герильо были знаменосцами страны во время церемонии открытия. Тем временем доброволец был знаменосцем во время церемонии закрытия. 

## Участники
Ниже приведён список участников, участвующих в Олимпийских Играх.
| Спорт        | Мужчины | Женщины | Всего |
| ------------ | ------- | ------- | ----- |
| Горные лыжи  | 1       | 1       | 2     |
| Лыжные гонки | 1       | 0       | 1     |
| Всего        | 2       | 1       | 3     |

## Горные лыжи
Выполнив базовые квалификационные стандарты, Португалия квалифицировала одного мужчину и одну женщину-горнолыжника.
| Спортсмен       | Соревнование              | Забег 1 | Забег 1 | Забег 2 | Забег 2 | Всего   | Всего |
| Спортсмен       | Соревнование              | Время   | Место   | Время   | Место   | Время   | Место |
| --------------- | ------------------------- | ------- | ------- | ------- | ------- | ------- | ----- |
| Рикардо Бранкал | Мужской гигантский слалом | 1:16.83 | 42      | 1:20.57 | 36      | 2:37.40 | 37    |
| Рикардо Бранкал | Мужской слалом            | 1:06.24 | 46      | 1:00.07 | 38      | 2:06.31 | 39    |
| Ванина Герильо  | Женский гигантский слалом | 1:10.59 | 56      | 1:06.33 | 39      | 2:16.92 | 43    |
| Ванина Герильо  | Женский слалом            | 59.45   | 46      | НФ      | НФ      | НФ      | НФ    |

## Лыжные гонки
Выполнив базовые квалификационные стандарты, Португалия квалифицировала одного мужчину-лыжника.
| Спортсмен  | Событие                                    | Финал   | Финал      | Финал |
| Спортсмен  | Событие                                    | Время   | Отставание | Место |
| ---------- | ------------------------------------------ | ------- | ---------- | ----- |
| Хосе Глава | Мужская гонка на 15 км классическим стилем | 49:12.0 | +11:17.2   | 88    |